# Ceroplesis hecate
Ceroplesis hecate là một loài bọ cánh cứng trong họ Cerambycidae.